# Catedral Metropolitana Nossa Senhora dos Prazeres
A Catedral Metropolitana Nossa Senhora dos Prazeres é a catedral de Maceió, capital de Alagoas. Localizada no coração da cidade na Praça Dom Pedro II,é uma das principais construções de Alagoas, tanto pelo seu valor histórico quanto pela sua beleza arquitetônica e significado religioso.

## História

### Origens Coloniais: de capela a matriz
A história da catedral remonta ao início do século XVII, quando a região era ainda pouco povoada e dominada por engenhos de açúcar. Por volta de 1611, existia no local uma capela dedicada a São Gonçalo do Amarante, pertencente ao antigo Engenho Massayó, propriedade de Pedro Fernandes Vieira. Essa capela era uma das poucas referências religiosas da região e servia como ponto de apoio espiritual para os moradores locais e trabalhadores do engenho.
Com o passar dos anos, e o crescimento populacional da região, a devoção local começou a se voltar à Nossa Senhora dos Prazeres, título mariano de origem portuguesa que se refere às alegrias de Maria. Em 1762, o terreno onde ficava a antiga capela foi oficialmente doado à Igreja para que se construísse um templo maior, dedicado à nova padroeira. Isso marca a transição de uma simples capela rural para uma matriz paroquial mais estruturada, com vistas à elevação do povoado à condição de freguesia.

### Século XIX: pedra fundamental e construção da igreja atual
Com a criação da Freguesia de Nossa Senhora dos Prazeres de Maceió em 1819, surgiu a necessidade de se construir uma nova igreja-matriz, mais condizente com o crescimento da cidade e com a importância que Maceió começava a assumir dentro da província de Alagoas, recém-desmembrada de Pernambuco. A pedra fundamental da nova matriz foi lançada em 22 de julho de 1821, em um ato simbólico que marcou o início da construção do templo atual.
A obra foi longa e passou por diferentes fases. A antiga capela de São Gonçalo foi demolida apenas em 1850, o que mostra o ritmo lento da construção, marcado por limitações financeiras e técnicas da época. A edificação da nova igreja foi influenciada por estilos arquitetônicos neoclássicos, com traços típicos do período imperial brasileiro. As torres sineiras, a nave ampla, o altar-mor em madeira entalhada e o piso em ladrilhos hidráulicos foram cuidadosamente planejados.
A inauguração da nova igreja aconteceu em 31 de dezembro de 1859, em uma cerimônia solene que contou com a presença do Imperador Dom Pedro II e da Imperatriz Teresa Cristina, durante uma visita oficial do casal imperial a Alagoas. A bênção do templo foi dada pelo cônego Afonso de Albuquerque. A presença do imperador conferiu à igreja um caráter de símbolo da consolidação política e cultural de Maceió como capital da província.

### Elevação a Catedral Metropolitana
Com a criação da Diocese de Alagoas pelo Papa Leão XIII, em 2 de julho de 1900, a então matriz foi elevada à condição de catedral, tornando-se a sede episcopal da nova diocese. Isso representou uma nova fase para o templo, que passou a ser a principal igreja católica da região e referência para as demais paróquias. Em 1920, com a elevação da diocese à condição de Arquidiocese de Maceió, a igreja assumiu o título de Catedral Metropolitana.

### Arquitetura e arte sacra
A catedral foi construída no estilo neoclássico, característico do período imperial. A fachada possui colunas e frontão triangular, com duas torres simétricas que abrigam os sinos. O interior da igreja é marcado pela imponência e pela riqueza artística: o altar-mor, entalhado em madeira de cedro, é uma obra de grande valor sacro e histórico, assim como os altares laterais dedicados a São Miguel e São Sebastião.
Essas obras foram esculpidas por artesãos locais, como Antônio Alves da Mota e Inácio de Santa Rosa, mestres da talha sacra do século XIX. A imagem de Nossa Senhora dos Prazeres, esculpida na Itália e trazida ao Brasil pelo Barão de Atalaia, também se destaca. A imagem original foi restaurada entre 2014 e 2016, devolvendo ao altar-mor sua grandiosidade original.
Durante restaurações recentes, iniciadas para as comemorações do bicentenário da catedral, diversas pinturas escondidas nas paredes e no teto foram descobertas, revelando cores e ornamentos originais do século XIX, que haviam sido encobertos ao longo dos anos por repinturas e reformas.

### Preservação e reconhecimento
Em 1988, a Catedral Metropolitana foi tombada como Patrimônio Cultural do Estado de Alagoas, garantindo sua proteção e reconhecendo seu valor como bem histórico, artístico e religioso. Desde então, diversas iniciativas públicas e privadas vêm sendo realizadas para restaurar, preservar e divulgar a importância do templo.
A catedral também abriga memoriais dedicados a arcebispos, bispos e personagens históricos importantes da vida religiosa e política de Alagoas, o que reforça seu papel como guardiã da história da cidade.

## Festa de Nossa Senhora dos Prazeres
Além de sua importância arquitetônica e histórica, a Catedral de Maceió é um centro de devoção popular. A festa da padroeira Nossa Senhora dos Prazeres, celebrada em 27 de agosto, é uma das maiores manifestações religiosas do estado, reunindo milhares de fiéis em missas, novenas e uma procissão que percorre as ruas do centro da cidade.